# Ladislav Kučera (politik)
Ladislav Kučera (26. června 1881 Tábor – ???) byl československý politik a meziválečný poslanec Národního shromáždění za Československou sociálně demokratickou stranu dělnickou, později za Komunistickou stranu Československa a nakonec za Neodvislou stranu komunistickou v ČSR.

## Biografie
Podle údajů k roku 1920 byl profesí účetním v Nymburku. V roce 1924 je zmiňován jako ředitel okresní nemocenské pokladny v Nymburku.
V parlamentních volbách v roce 1920 se stal poslancem Národního shromáždění. Zvolen byl za sociální demokraty, v průběhu volebního období přešel do nově vzniklé KSČ. V září 1925 pak odešel z poslaneckého klubu KSČ a přestoupil do klubu Neodvislé strany komunistické v ČSR, která vznikla odtržením stoupenců Josefa Bubníka od KSČ.